# اسمارت فورفور

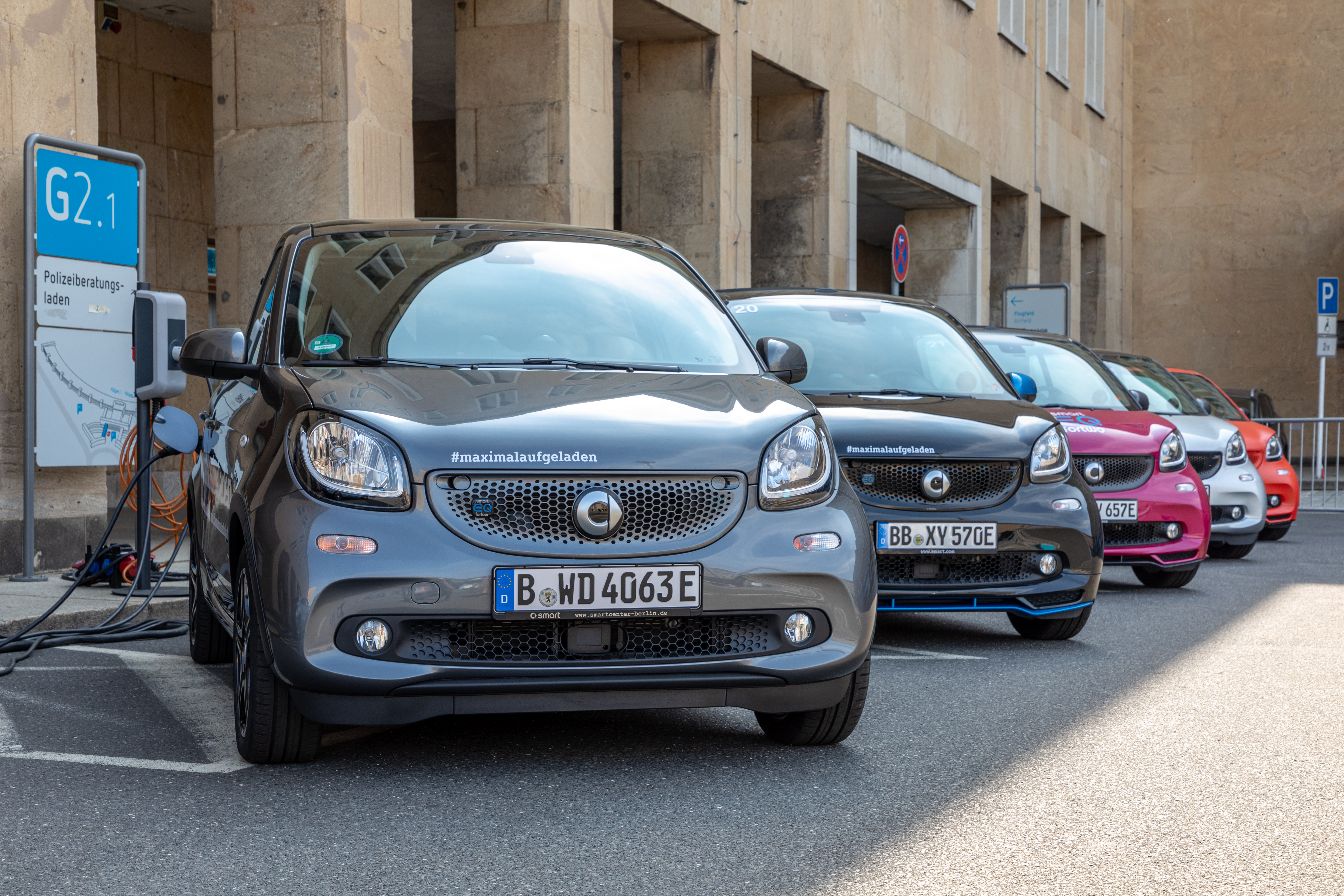
خودروهای اسمارت فورفور درحال شارژ شدن در کنار خیابان

اسمارت فورفور (Smart Forfour) خودرویی است که در سال‌های ۲۰۰۴ تا ۲۰۰۶ میلادی و بار دیگر از ۲۰۱۴ تا کنون تولید شده است. طراحی آن خودروهای موتور جلو-محور جلو برای نسل نخست و خودروهای موتور عقب-محور عقب برای نسل دوم بوده است.